# Freedom (canción de Paul McCartney)
«Freedom» es una canción compuesta por el músico británico Paul McCartney en respuesta a los atentados del 11 de septiembre de 2001. McCartney se encontraba en la ciudad de Nueva York en el momento de los ataques, observando las noticias desde un avión estacionado en la pista de aterrizaje del Aeropuerto John F. Kennedy.

## Historia
McCartney, que se sintió afectado por los ataques terroristas del 11-S, compuso la canción el día después de los atentados. En la canción, el narrador declara que la libertad es un «derecho dado por Dios» por el que «luchará», dando un sentido aparentemente opuesto al sentimiento antibélico predominante en sus canciones tanto en solitario como con The Beatles. No obstante, en The Concert for New York City, donde estrenó la canción en vivo, McCartney explicó al público: «Es sobre la libertad. Es algo que esta gente no entiende. Es por ello por lo que luchamos». En una entrevista posterior, McCartney comentó: «Para mí es como «We Shall Overcome». Es como yo la escribí. Es como: «Hey, tengo libertad, soy un inmigrante que llega a América, denme sus masas amontonadas». Es eso lo que significa para mí, no juegues con mis derechos, amigo, porque soy libre».

## Publicación
«Freedom» fue publicada en dos versiones: un sencillo etiquetado como una versión de estudio, grabada en los Quad Studios de Nueva York, y como tema oculto en el álbum de McCartney Driving Rain, etiquetada como una versión en vivo. La canción publicada en Driving Rain apareció como «tema oculto» debido a que McCartney paró la impresión del álbum para incluir la canción en el último minuto, y el diseño del álbum ya había sido impreso. Ambas versiones incluyen a Eric Clapton en la guitarra y a la banda habitual de McCartney en sus giras. La versión en vivo incluye también sobreañadidos de las sesiones que dieron fruto a la versión de estudio.
El sencillo alcanzó el puesto 97 en la lista Billboard Hot 100 y el 20 en la lista Billboard Adult Contemporary. Todos los beneficios de la venta del sencillo fueron donados a la Robin Hood Foundation para ayudar a las familias de bomberos y policías de Nueva York. En el Reino Unido, «Freedom» fue añadido al sencillo «From a Lover to a Friend», publicado apenas una semana antes, y no llegó a entrar en la lista británica de sencillos. 
La canción fue interpretada en el intermedio de la Super Bowl XXXVI, con un tapiz de la Estatua de la Libertad creciendo al fondo del escenario como tributo a las víctimas del 11-S. También fue interpretada durante la gira Driving USA Tour en 2002 y publicada en el álbum en vivo Back in the U.S.. Sin embargo, McCartney decidió dejar de interpretar la canción en giras posteriores al sentir que había adquirido un significado militar tras la invasión de Irak, cuya operación recibió el nombre de «Operación Libertad iraquí». En una entrevista, McCartney comentó: «Creo que era un fantástico sentimiento, y tras el 11-S creo que era el mejor sentimiento. Pero se tergiversó. Y le dieron un significado militar, y luego encontrabas a Mr. Bush usando ese tipo de idea de un modo que sentí alterado el significado de la canción».

## Lista de canciones
Todas las canciones escritas y compuestas por Paul McCartney. 
| N.º   | Título                                           | Duración |  |
| 1.    | «Freedom» (studio mix)                           | 3:34     |  |
| 2.    | «From a Lover to a Friend»                       | 3:49     |  |
| 3.    | «From a Lover to a Friend» (David Kahne remix 2) | 5:27     |  |
| 12:50 |                                                  |          |  |

## Personal
- Paul McCartney: voz, guitarra acústica y bajo
- Rusty Anderson: guitarra rítmica
- Eric Clapton: guitarra principal
- Abe Laboriel, Jr.: batería